# Mettlach
Mettlach (moselfränkisch Mettlich) ist eine Gemeinde im saarländischen Landkreis Merzig-Wadern in Deutschland.

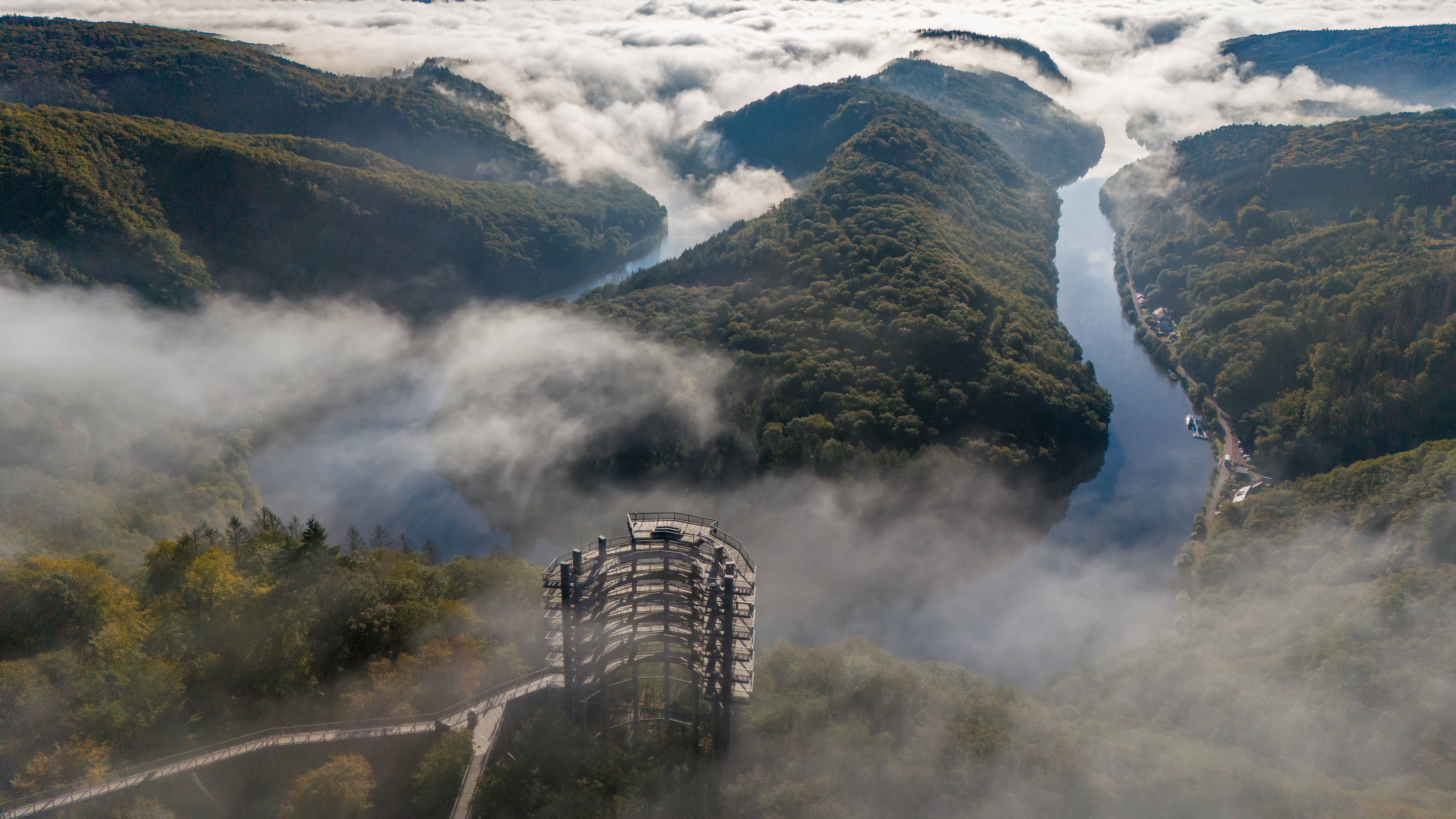
Saarschleife mit Aussichtsturm des dortigen Baumwipfelpfades

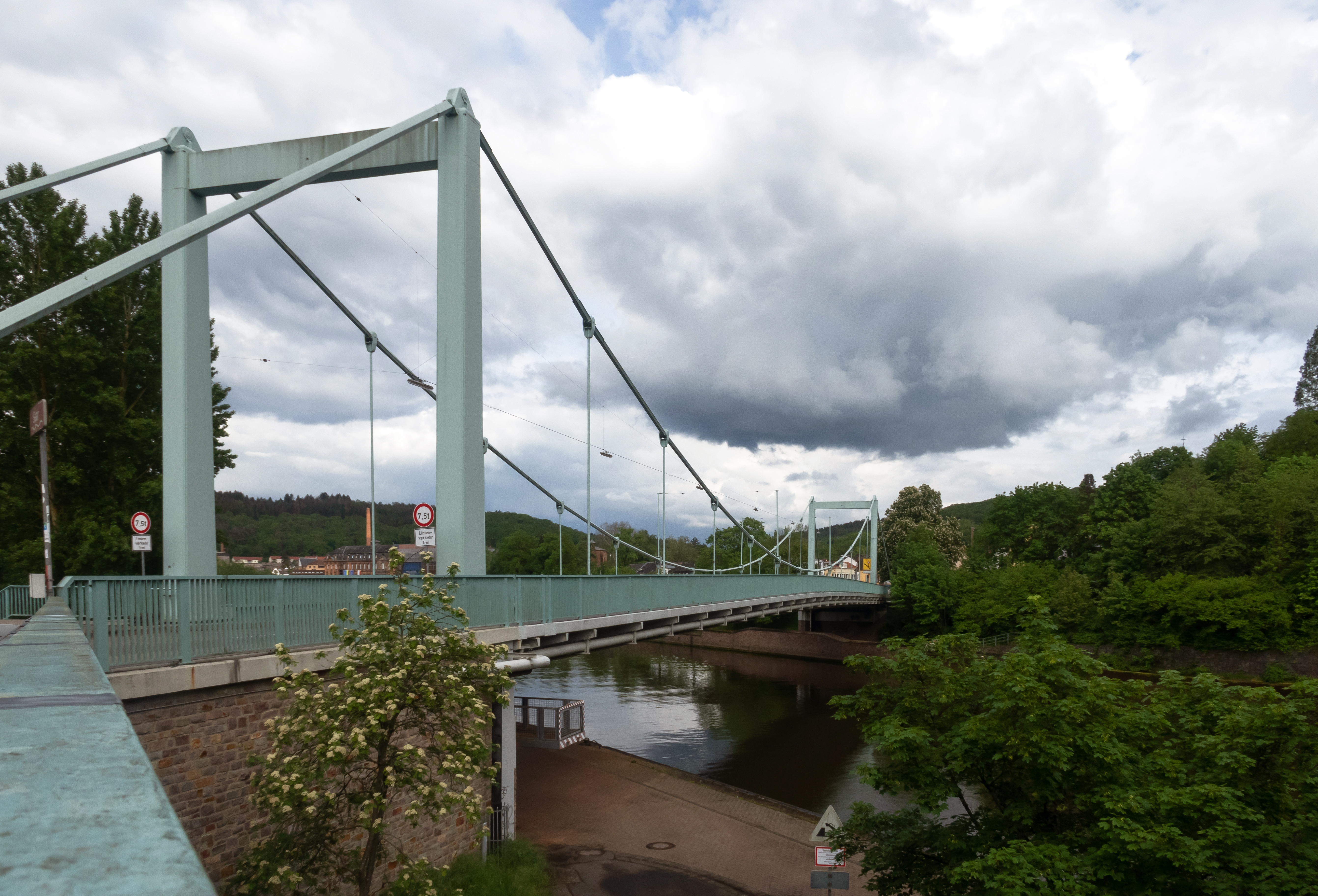
Mettlach, Brücke über die Saar

## Geographie

### Geographische Lage
Mettlach liegt an der Saarschleife und erstreckt sich nach Westen bis zum Saargau. Im Norden reicht die Gemeinde bis an die rheinland-pfälzische Grenze. Die Kreisstadt Merzig liegt nur 8 km entfernt, bis zur Landeshauptstadt Saarbrücken sind es 50 km. Die Stadt Luxemburg ist 40 km entfernt, ebenso wie Trier. Nach Metz sind es 70 km.
Fast die Hälfte der Gemeindefläche (49,8 %) ist von Wald bedeckt, 41,2 % der Fläche wird landwirtschaftlich genutzt, 9 % ist Siedlungsfläche. Der niedrigste Punkt liegt in Saarhölzbach bei 154 m ü. NHN, der höchstgelegene Punkt ist der Judenkopf in Saarhölzbach bei rund 500 m ü. NN. Die höchste Erhebung, die ganz auf dem Gemeindegebiet liegt, ist der Langensteinchen in Weiten mit 451 m ü. NHN.

### Gemeindegliederung

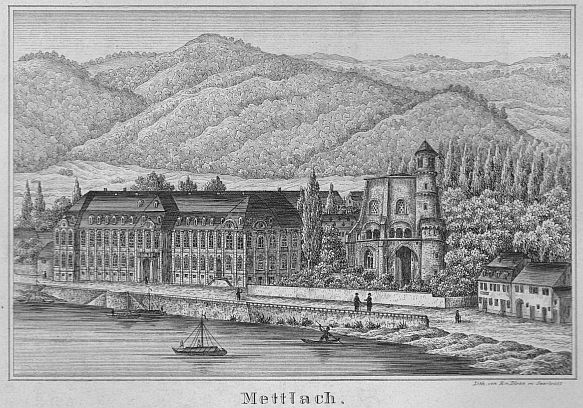
Lithographie aus dem Jahre 1863 mit Alter Abtei sowie Altem Turm (Quelle: Urkundliche Geschichte des Kreises Merzig von Constantin von Briesen)

Die zehn Ortsteile und deren Einwohner (Stand 31. Dezember 2015):
| Ortschaft    | Einwohner | Fläche    |
| ------------ | --------- | --------- |
| Bethingen    | 250       | 1,77 km²  |
| Dreisbach    | 159       | 1,52 km²  |
| Faha         | 339       | 8,06 km²  |
| Mettlach     | 3.192     | 9,54 km²  |
| Nohn         | 689       | 5,99 km²  |
| Orscholz     | 3.664     | 10,74 km² |
| Saarhölzbach | 1.623     | 13,12 km² |
| Tünsdorf     | 894       | 5,37 km²  |
| Wehingen     | 477       | 5,05 km²  |
| Weiten       | 1.163     | 16,94 km² |
| Insgesamt    | 12.450    | 78,08 km² |

## Geschichte

### Aus einer Abtei im 7. Jahrhundert entwickelte sich eine Siedlung
Ende des 7. Jahrhunderts gründete der heilige Lutwinus, der spätere Bischof von Trier, die Abtei Mettlach. Um 990 baute Abt Lioffin eine Marienkirche als Grabkirche des Gründers. Diese Kirche in Form eines Oktogons (nach dem Vorbild des Aachener Doms) ist heute als der Alte Turm bekannt und stellt das älteste Bauwerk des Saarlandes dar.
Die heutigen Abteigebäude stammen aus dem 18. Jahrhundert und wurden 1801 von Jean-François Boch im Zuge der Säkularisation übernommen. Sie beherbergen bis heute den Hauptsitz der Firma Villeroy & Boch. Am 13. August 1921 wurden die Gebäude durch einen Großbrand schwer beschädigt (siehe auch Abbildungen in der Galerie unten). 1920 wurde Keuchingen ebenso wie das gegenüberliegende Mettlach nach den Bestimmungen des Versailler Vertrags Teil des Saargebiets.
Die erste Brücke, die Mettlach mit Keuchingen verband, wurde im Dezember 1886 fertiggestellt. Sie wurde von Villeroy & Boch finanziert und war zunächst mautpflichtig. Als die Brücke in den 1930er Jahren dem erhöhten Verkehrsaufkommen nicht mehr gewachsen war, wurde sie durch einen Neubau ersetzt. Diese am 15. November 1936 eingeweihte Brücke wurde im Zweiten Weltkrieg zerstört. Erst am 24. Dezember 1951 konnte die neue, dieses Mal als Hängebrücke ausgeführte Saarbrücke Mettlach durch Ministerpräsident Johannes Hoffmann dem Verkehr übergeben werden.
Am 1. Oktober 1936 erfolgte die Wiedervereinigung der seit dem 1. Juli 1778 getrennten Orte Mettlach und Keuchingen. Am 1. Januar 1974 wurde im Zuge der saarländischen Verwaltungs- und Gebietsreform aus den bis dahin selbständigen zehn Gemeinden Bethingen, Dreisbach, Faha, Mettlach, Nohn, Orscholz, Saarhölzbach, Tünsdorf, Wehingen und Weiten die neue Gemeinde Mettlach gebildet.
Im Oktober 1944 hatte die 416. Infanterie-Division ihren Gefechtsstand im Teilort Keuchingen.
Durch die Neubelebung der Lutwinuswallfahrt (alljährlich in der Woche vor Pfingsten) ist Mettlach seit 2003 wieder Wallfahrtsort.

### Name
Zum Ursprung des Namens gibt es verschiedene Erklärungen. Nach vorherrschender Meinung geht er auf das romano-keltische Metallacum zurück, das wiederum vom römischen Personennamen Metilius abgeleitet ist. Die mittelalterliche Schreibweise Abbatia Mediolacensis brachte den Namen mit dem lateinischen Medius Lacus (wörtlich: Mitten-See) in Verbindung.

## Politik

### Gemeinderat
Seit der Kommunalwahl vom 9. Juni 2024 setzt sich der Gemeinderat wie folgt zusammen:
| Parteien | 2024   | 2024  |
| Parteien | Anteil | Sitze |
| -------- | ------ | ----- |
| CDU      | 44,6 % | 16    |
| SPD      | 26,5 % | 9     |
| AfD      | 11,9 % | 4     |
| FBM      | 6,7 %  | 2     |
| Grüne    | 4,4 %  | 1     |
| FDP      | 4,0 %  | 1     |
| Linke    | 1,8 %  | 0     |

### Bürgermeister
- 1995 – 2003: Manfred Zimmer (CDU)
- 2003 – 2011: Judith Thieser (CDU)
- 2011 – 3. Februar 2016: Carsten Wiemann (SPD)
- seit 16. Oktober 2016 – Daniel Kiefer (SPD)

Nach dem Rücktritt von Carsten Wiemann am 3. Februar 2016 hatte der Erste Beigeordnete Bernhard Schneider (CDU) bis 15. Oktober 2016 vorübergehend die Amtsgeschäfte übernommen.

### Wappen
Das Wappen wurde am 9. Februar 1976 durch das Innenministerium genehmigt.
Blasonierung: „In Blau drei (2:1) silberne Rosen mit rotem Samen und roten Kelchblättern.“
Die zum 1. Januar 1974 aus den früheren Gemeinden Bethingen, Dreisbach, Faha, Mettlach, Nohn, Orscholz, Saarhölzbach, Tünsdorf, Wehingen und Weiten gebildete Gemeinde wählte ein neues Wappen mit Bezug zur ehemaligen Benediktinerabtei Mettlach. Die Abtei übte zur Zeit ihres Bestehens die Grundherrschaft über den größten Teil des aktuellen Gemeindegebietes aus. Üblicherweise führten die Mettlacher Äbte ein persönliches Wappen. Das Abtswappen kam in Siegeln und Steinmetzarbeiten im Bereich der Abtei vor. Bei dem seit dem 9. Februar 1976 von der Gemeinde Mettlach geführten Wappen handelt es sich um das Wappen des Abtes Heinrich I. (Henri) Lejeune, der von 1734 bis 1751 amtierte. Die aktuelle graphische Gestaltung fertigte der Mettlacher Gemeinderat, Heimatforscher und Ehrenbürger Reinhold Junges (1919–2014). Junges hatte auch das Wappen von Losheim und das des Landkreises Merzig-Wadern entworfen.
Die Blasonierung des vorherigen Mettlacher Wappens lautete wie folgt:
„Geviert, oben rechts in Silber ein aus der Teilung hervorkommender roter Krummstab, oben links in Rot eine silberne Pilgermuschel, unten rechts in Blau ein aus silbernem Wellenfuß aufsteigender silberner Fisch, unten links in von Schwarz und Gold schräggeschachtetem Feld ein silberner Krug mit linksgewendetem Henkel. Die Gemeindefarben sind Rot-Weiß.“
Das Wappen war von Kurt Hoppstädter entworfen worden und erlangte am 7. Juni 1963 Rechtsgültigkeit. Der Abtsstab weist auf den heiligen Lutwinus hin, der die Abtei Mettlach gründete und als Bischof von Trier amtierte. Die Pilgermuschel stammt aus dem Wappen der Herren von Sierck, die als Herren der Burg Montclair Einfluss ausübten. Das Plattenmuster und der Krug weisen auf die Bedeutung der Mettlacher Keramikindustrie hin. Der springende Fisch entstammt einem Abtssiegel des 18. Jahrhunderts und deutet auf den früheren Fischreichtum der Saar hin.

### Ortsteil Mettlach

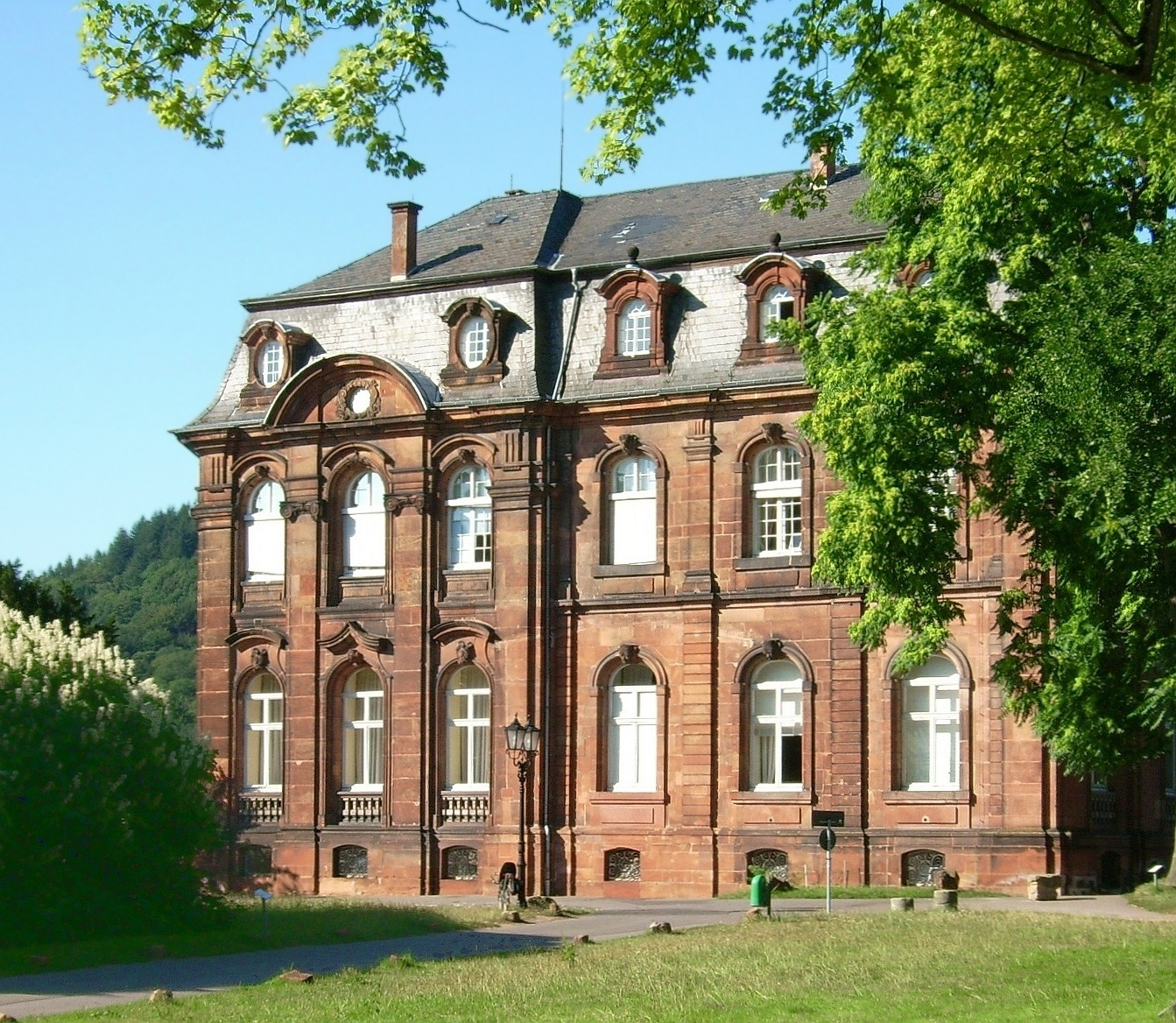
Verwaltung Villeroy & Boch

Der Ortsteil Mettlach hat 3108 Einwohner (Stand: Dezember 2012) und eine Fläche von 9,54 km². Er liegt zwischen 159 und 388 m über NN. Mettlach liegt am Ausgang der Saarschleife auf beiden Seiten der Saar.

## Wirtschaft und Infrastruktur
Seit den 1980er Jahren gewinnt der Fremdenverkehr in Mettlach an Bedeutung; die Beherbergungskapazität der Gemeinde liegt bei 1400 Betten.
In Mettlach befindet sich eine Tagesklinik des Deutschen Roten Kreuzes.

### Verkehr

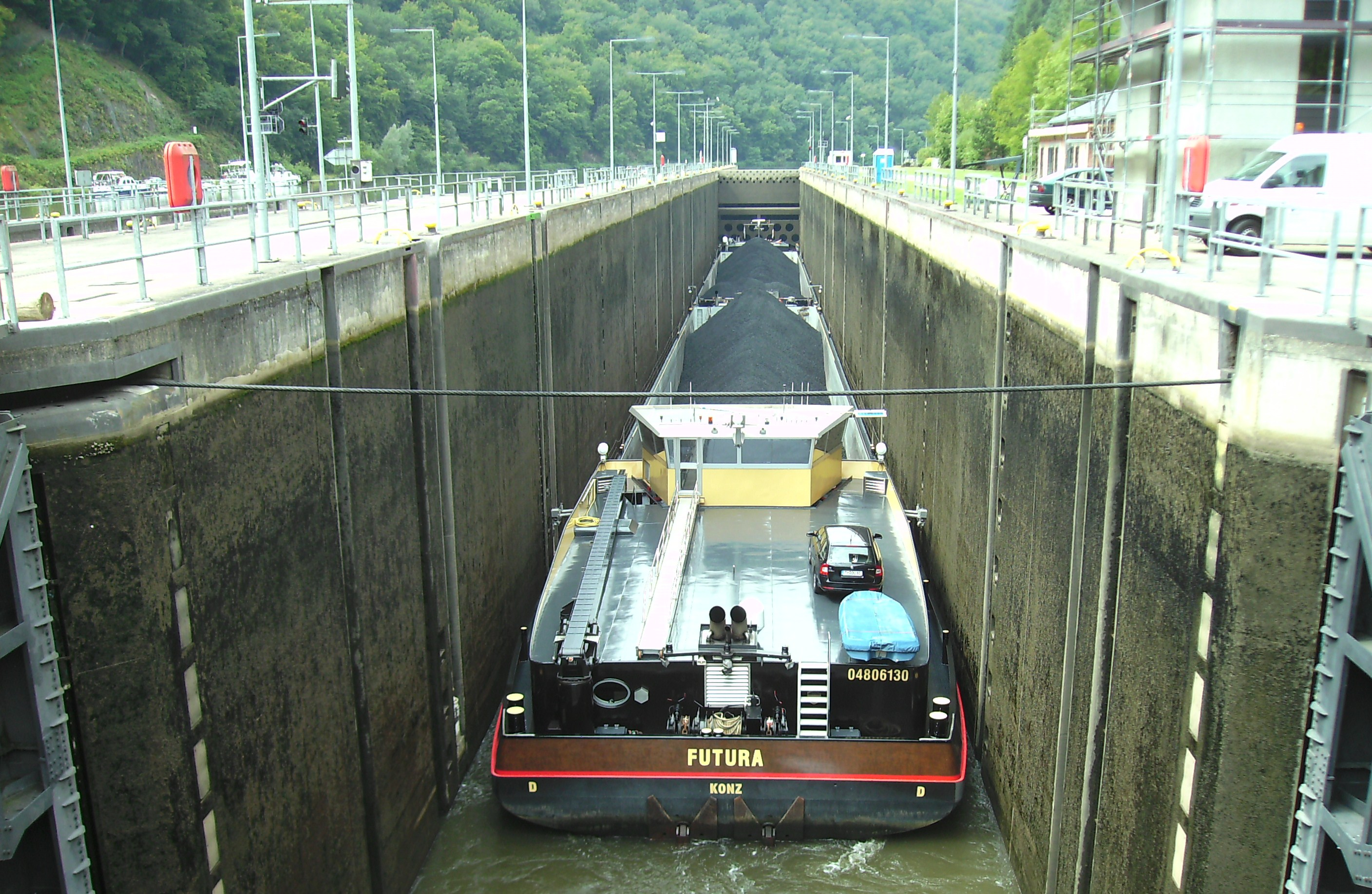
Schleusung eines Frachtschiffes (Schubverband) mit Kohlenladung

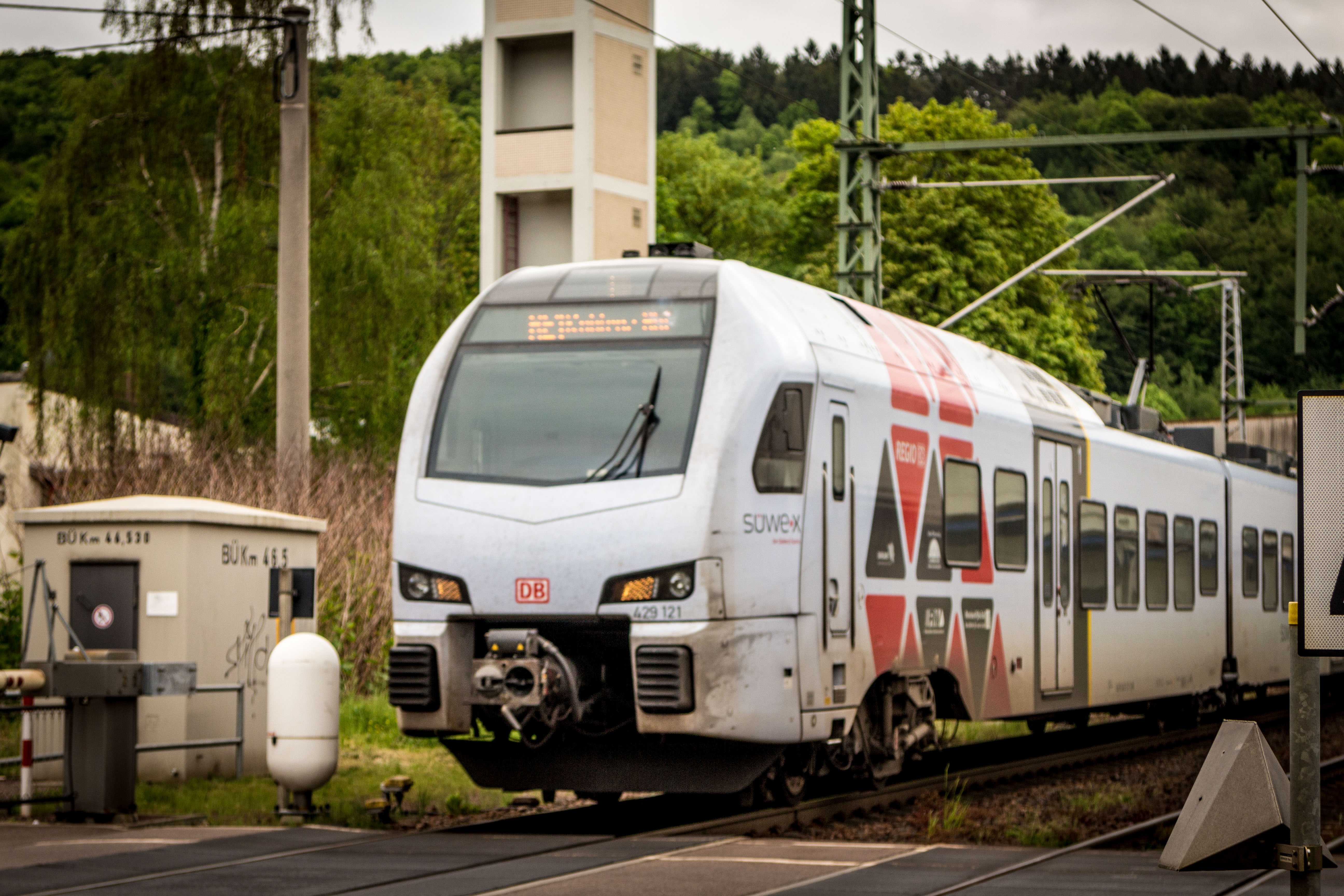
SÜWEX am Bahnhof Mettlach

Mettlach liegt an der Saarstrecke Saarbrücken–Trier. An den Bahnhöfen Mettlach und Saarhölzbach hält stündlich die Regionalbahn Homburg–Saarbrücken–Trier der DB Regio AG.
Seit Dezember 2014 hält im Stundentakt auch der „SÜWEX“ genannte RE 1, der zwischen Mannheim Hbf und Koblenz Hbf verkehrt, im Bahnhof.

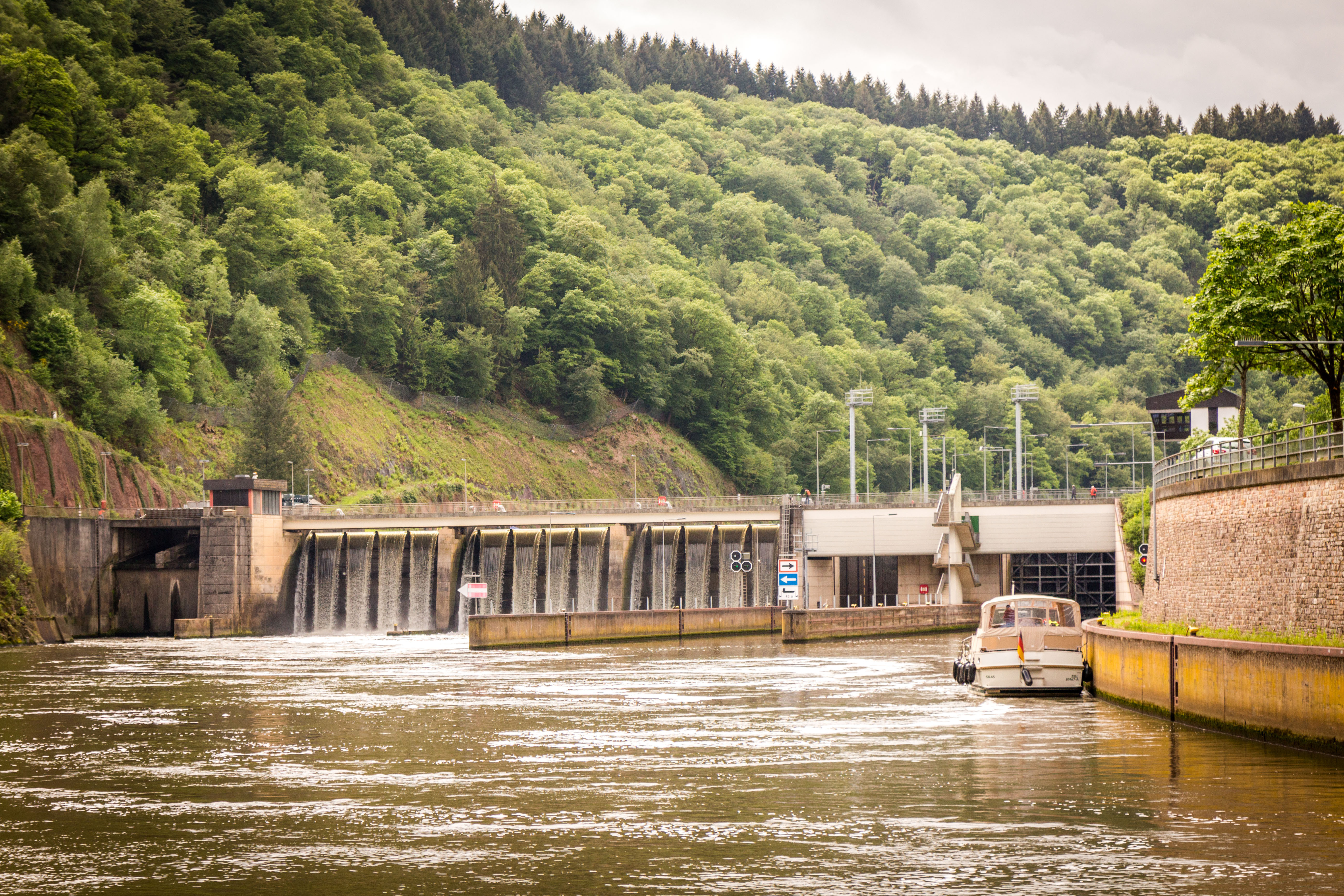
Schleuse Mettlach mit Wasserkraftwerk

Die kanalisierte Saar ist an das europäische Wasserstraßennetz angebunden. Am westlichen Stadtrand von Mettlach befindet sich eine moderne Großschleuse unter anderem für Frachtschiffe, die in erster Linie die saarländischen Stahlstandorte mit Kohle beliefern.

### Ortsansässige Unternehmen
Mettlach ist der Hauptsitz des Keramikunternehmens Villeroy & Boch sowie der deutsche Sitz des Textilhändlers Lands’ End, der in Mettlach ein Ladengeschäft (Outlet Store) betreibt.

### Freizeit
Mettlach liegt an den Wanderwegen Saarland-Rundwanderweg und Saar-Hunsrück-Steig. Auch eine Teilstrecke des Hunsrück-Höhensteigs (Orscholz–Mettlach–Saarhölzbach) führt durch Mettlach.

## Kultur und Sehenswürdigkeiten

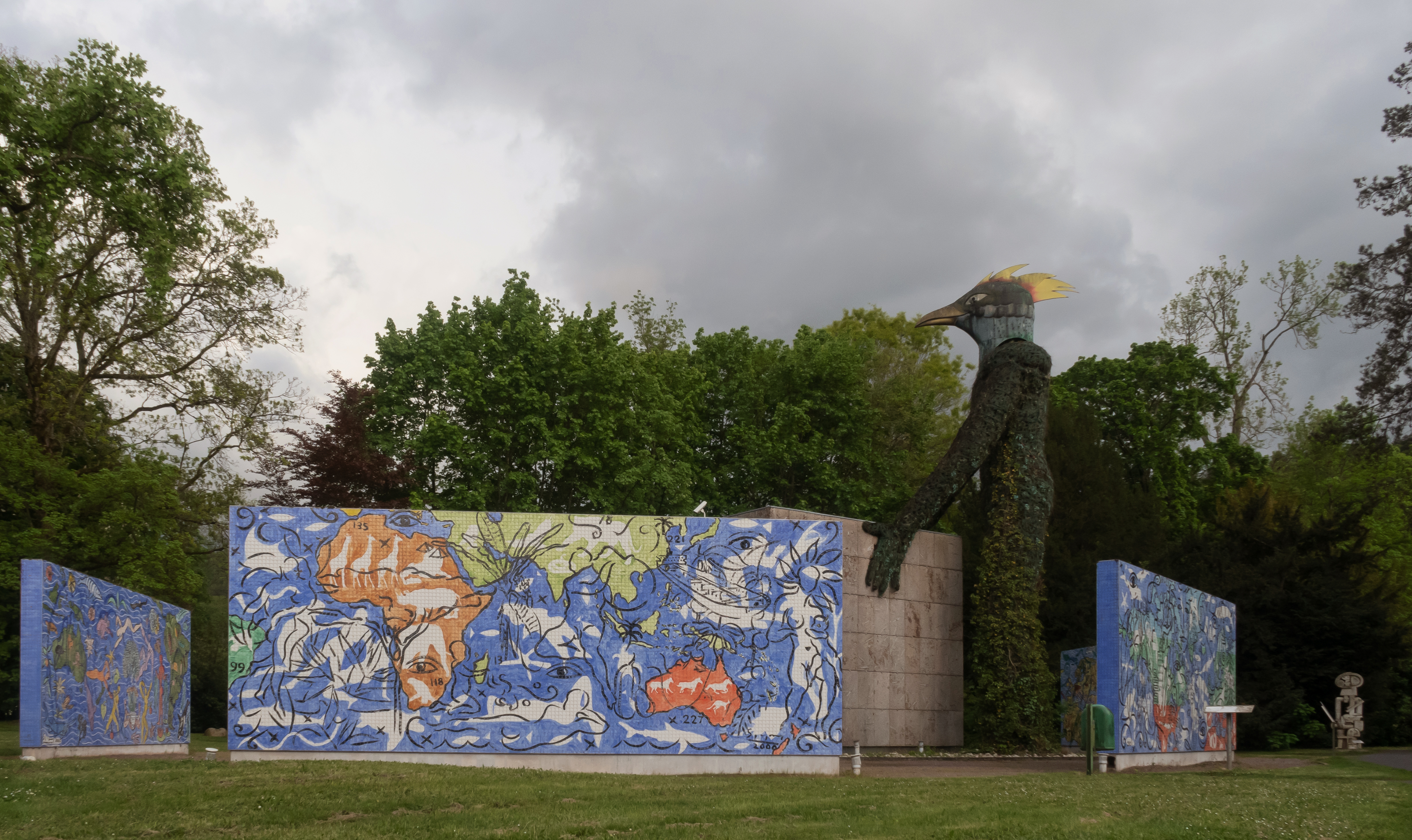
Living Planet Square

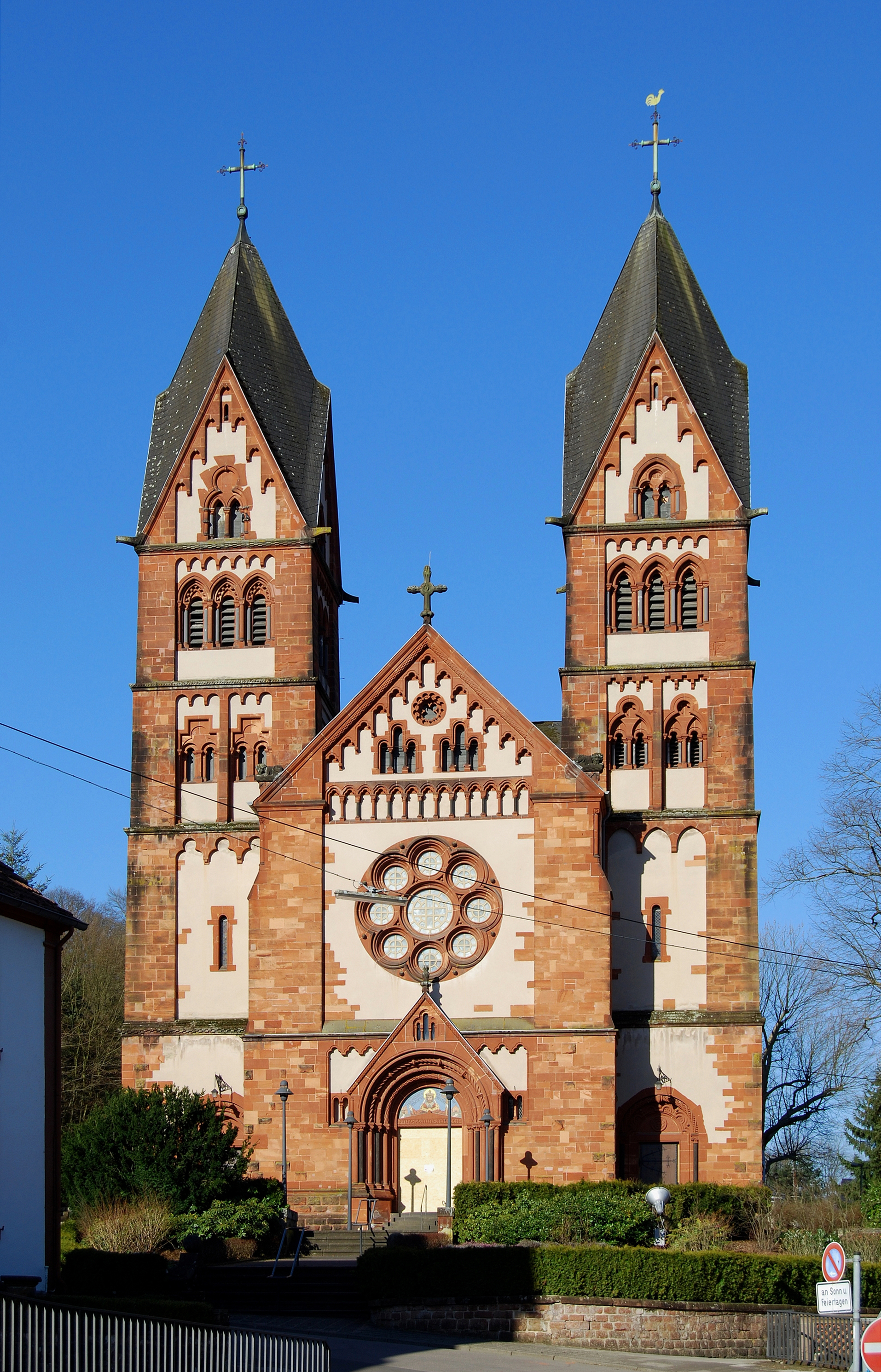
St. Lutwinuskirche

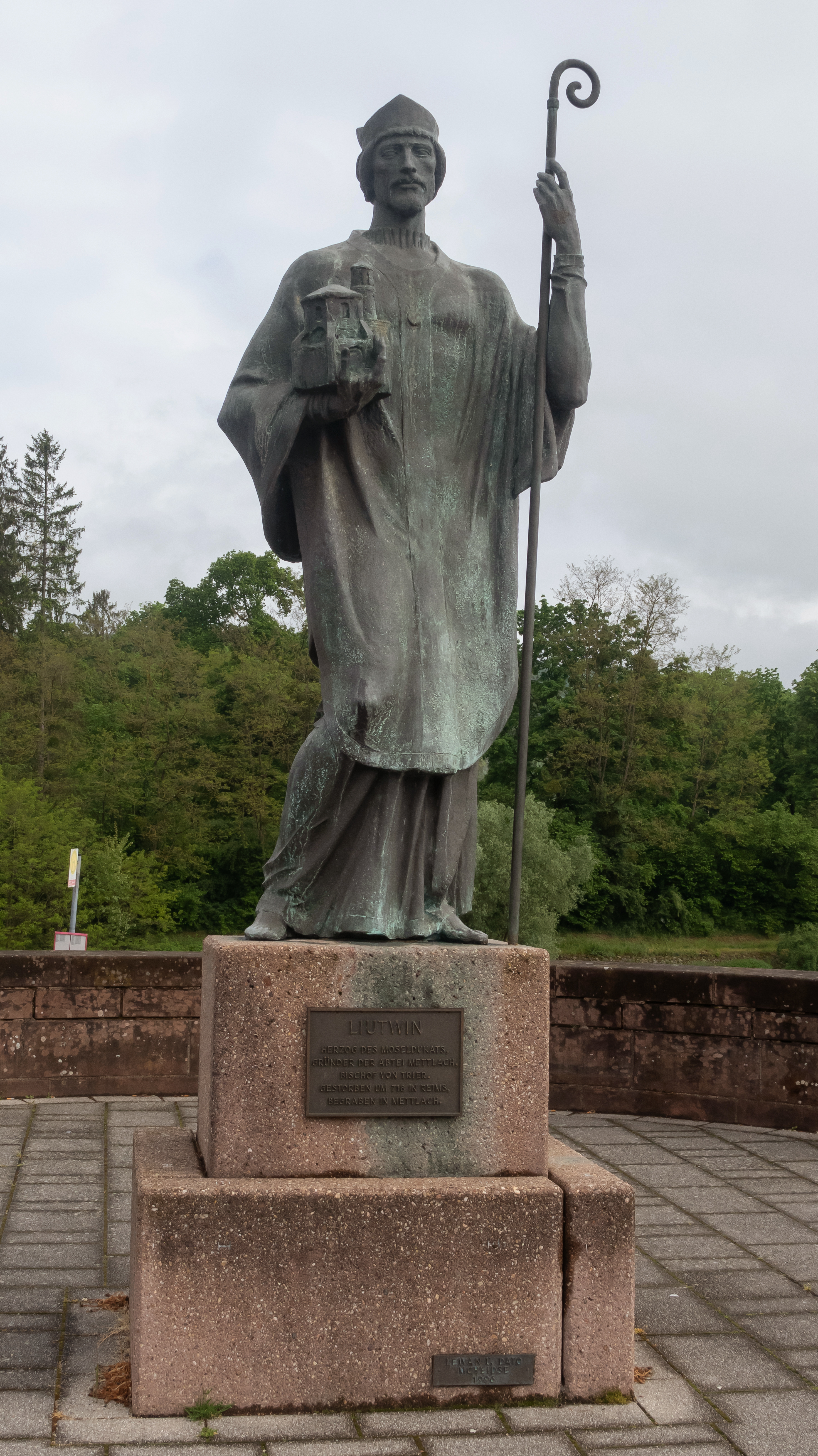
Bischof Liutwin

### Sehenswürdigkeiten
- Saarschleife an der Cloef
- Burg Montclair innerhalb der Saarschleife
- Burg Saarstein
- Schloss Ziegelberg
- Schloss Saareck
- Alte Abtei
- Alter Turm
- Pfarrkirche St. Lutwinus, mit in Deutschland einzigartigen Alabaster-Chorfenstern und der Mettlacher Staurothek
- Kapelle St. Joseph
- kulturgeschichtliche Ausstellung im Erlebniszentrum von Villeroy & Boch
- Cloef-Atrium (Tagungs- und Besucherzentrum) in Orscholz

### Sonstiges
Am 5. Dezember 2006 fand in Mettlach ein Treffen des Weimarer Dreiecks statt.

## Bildung

### Kindertagesstätten
- Kath. Kindergarten „Marienau“ Mettlach[16]
- Gemeindekindergarten „Bahnhofstraße“ Mettlach
- Kath. Kindertageseinrichtung St. Marien Orscholz
- Kath. Kindertageseinrichtung St. Antonius Saarhölzbach
- Kath. Kindergarten St. Hubertus Weiten
- Kath. Kindergarten St. Martin Tünsdorf

### Grundschulen
- Grundschule Langwies der Gemeinde Mettlach[17]
- Grundschule Orscholz

### Gemeinschaftsschule
- Gemeinschaftsschule Orscholz[17]

## Persönlichkeiten

### In Mettlach geboren
- René von Boch-Galhau (1843–1908), Unternehmer, Geheimer Kommerzienrat
- Edmund von Boch (1845–1931), Unternehmer, Ehrenbürgermeister
- Alfred von Boch (1860–1943), Ehrenbürgermeister von Mettlach und kommissarischer Landrat des Landkreises Saarlouis
- Ferdinand Jakob Schmidt (1860–1939), Philosoph und Pädagoge
- Roger von Boch-Galhau (1873–1917), Unternehmer und Gutsbesitzer
- Luitwin von Boch-Galhau (1875–1932), Unternehmer, Generaldirektor von Villeroy & Boch
- Eduard Petrus Jacob (1877–1915), Wirtschaftswissenschaftler und Hochschullehrer
- Matthias Wehr (1892–1967), Bischof von Trier
- Luitwin von Boch-Galhau (1906–1988), Landrat des Kreises Merzig im Jahr 1945, Gründer der Universität des Saarlandes, Generaldirektor von Villeroy & Boch 1932–1972
- Franz Egon von Boch-Galhau (1909–1981), Unternehmer, Land- und Forstwirt, Gutsbesitzer
- Karl Conrath (1910–1992), Heimatschriftsteller
- Luitwin Gisbert von Boch-Galhau (* 1936), Unternehmer, ehemaliger Generaldirektor und Ehrenmitglied des Aufsichtsrates von Villeroy & Boch
- Wendelin von Boch-Galhau (* 1942), Land- und Forstwirt, Unternehmer
- Hans Georg Stritter (1949–2024), Politiker
- Michael Mohr (* 1952), Maler und Zeichner
- Judith Thieser (1955–2015), Politikerin (CDU)

### Persönlichkeiten, die mit der Gemeinde verbunden sind
- Jean-François Boch (1782–1858), entwickelte einen völlig neuen Industriezweig mit der Herstellung der später so genannten Mettlacher Platten (Bodenfliesen).
- Heinrich Wilhelm Breidenfeld (1794–1875), Orgelbauer, baute 1844 die Orgel in Mettlach
- Eugen von Boch (1809–1898), Unternehmer, Bürgermeister von Mettlach
- Karl August von Cohausen (1812–1894), Architekt, Kunsthistoriker, Altertumswissenschaftler, Archäologe; baute die Mettlacher Kirche
- Franz Georg Himpler (1833–1916) war ein deutscher Architekt, der die Mettlacher St.-Joseph-Kapelle erbaute
- Anna Boch (1848–1936), Impressionistische Malerin aus Belgien, verbrachte viele Ferien in Mettlach[18]
- Eugène Boch (1855–1941), Impressionistischer Maler, Freund von Vincent van Gogh, arbeitete in der Mettlacher Malschule
- Wilhelm Gattinger (1861–1927), Landschaftsmaler
- György Lehoczky (1901–1979), Architekt und Kirchenfenstermaler, arbeitete unter anderem an der Pfarrkirche St. Marien in Mettlach-Orscholz
- Matt Lamb (1932–2012), irisch-amerikanischer Maler und Friedensaktivist; eines seiner Ateliers errichtete er 1994 im Mettlacher Ortsteil Tünsdorf
- Therese Zenz (1932–2019), Kanutin, Wohnsitz Mettlach
- Benjamin Becker (* 1981), Tennisspieler

## Galerien

Fotos
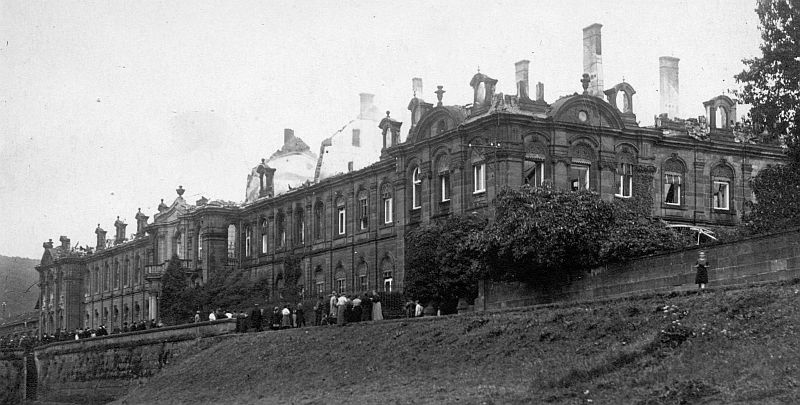
Alte Abtei nach dem verheerenden Brand vom 13. August 1921
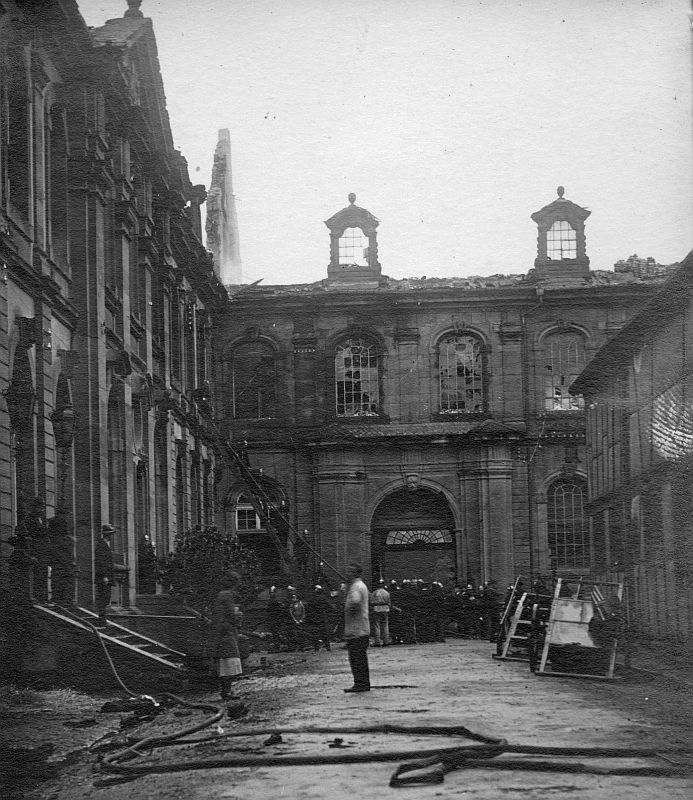
Innenhof der Alten Abtei nach dem Brand vom 13. August 1921
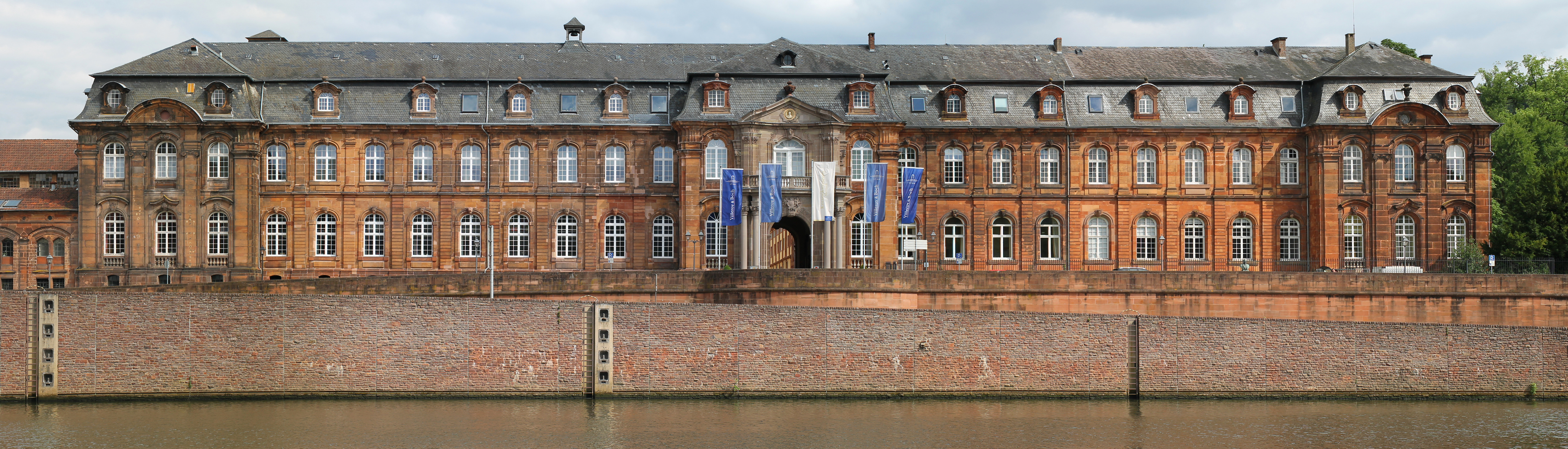
Die Alte Abtei im Jahr 2011
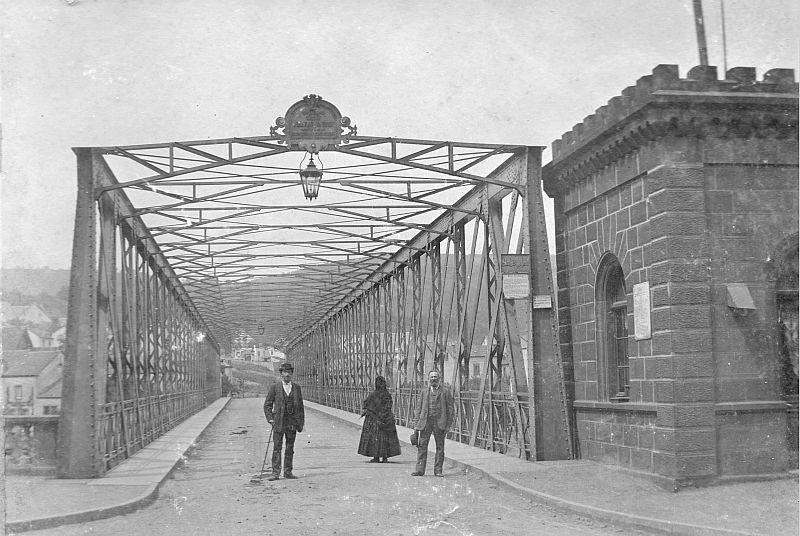
Die erste Brücke in Mettlach, aufgenommen im Jahre 1896 (Blick in Richtung Keuchingen; rechts ist das Mauthäuschen zu sehen)
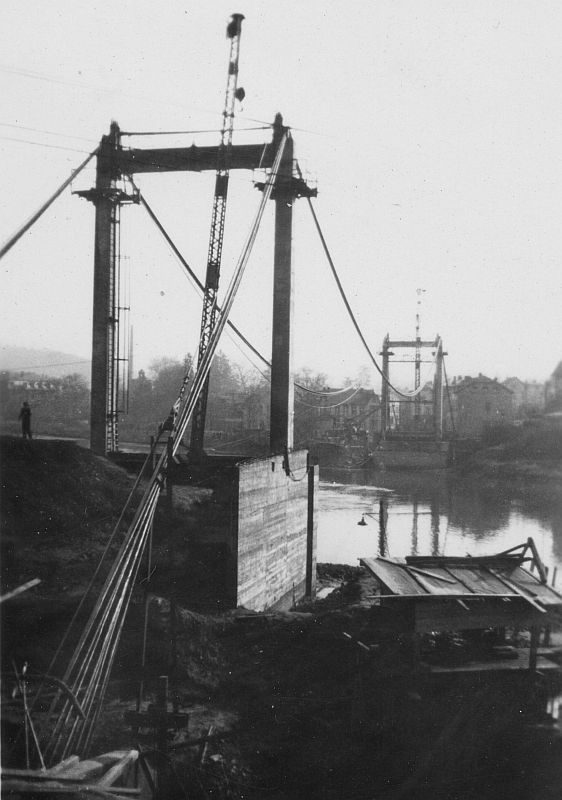
Die neue, am 24. Dezember 1951 eingeweihte Brücke im Bau (Blick aus Keuchingen in Richtung Mettlach)
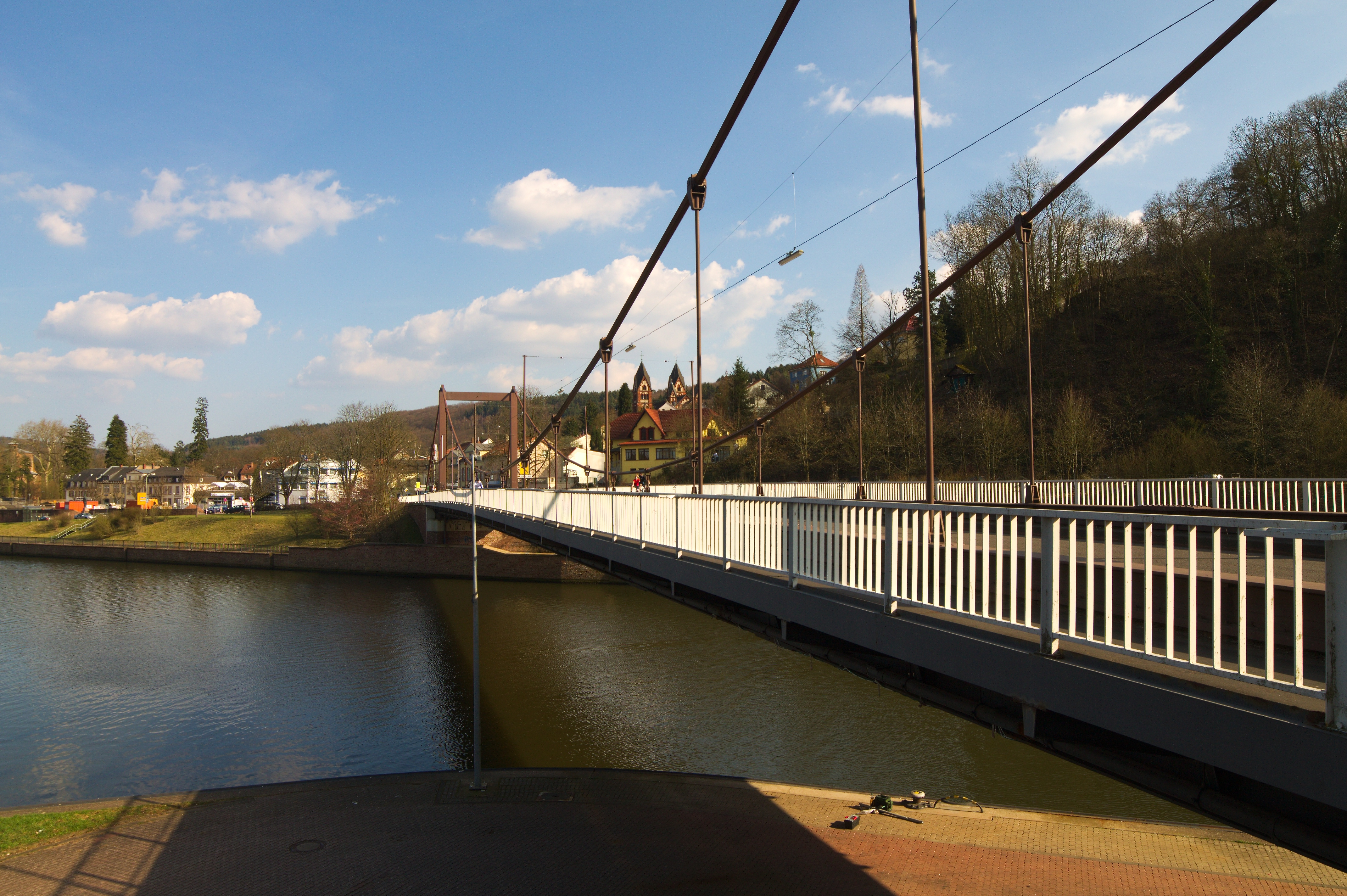
Die Brücke über die Saar im Jahr 2012
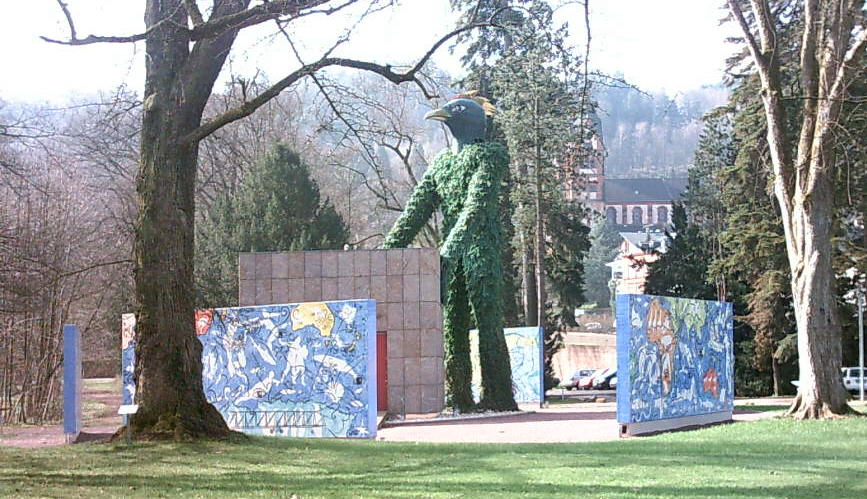
Park der Alten Abtei mit dem von André Heller geschaffenen Erdgeist, der ursprünglich auf der Expo 2000 ausgestellt war
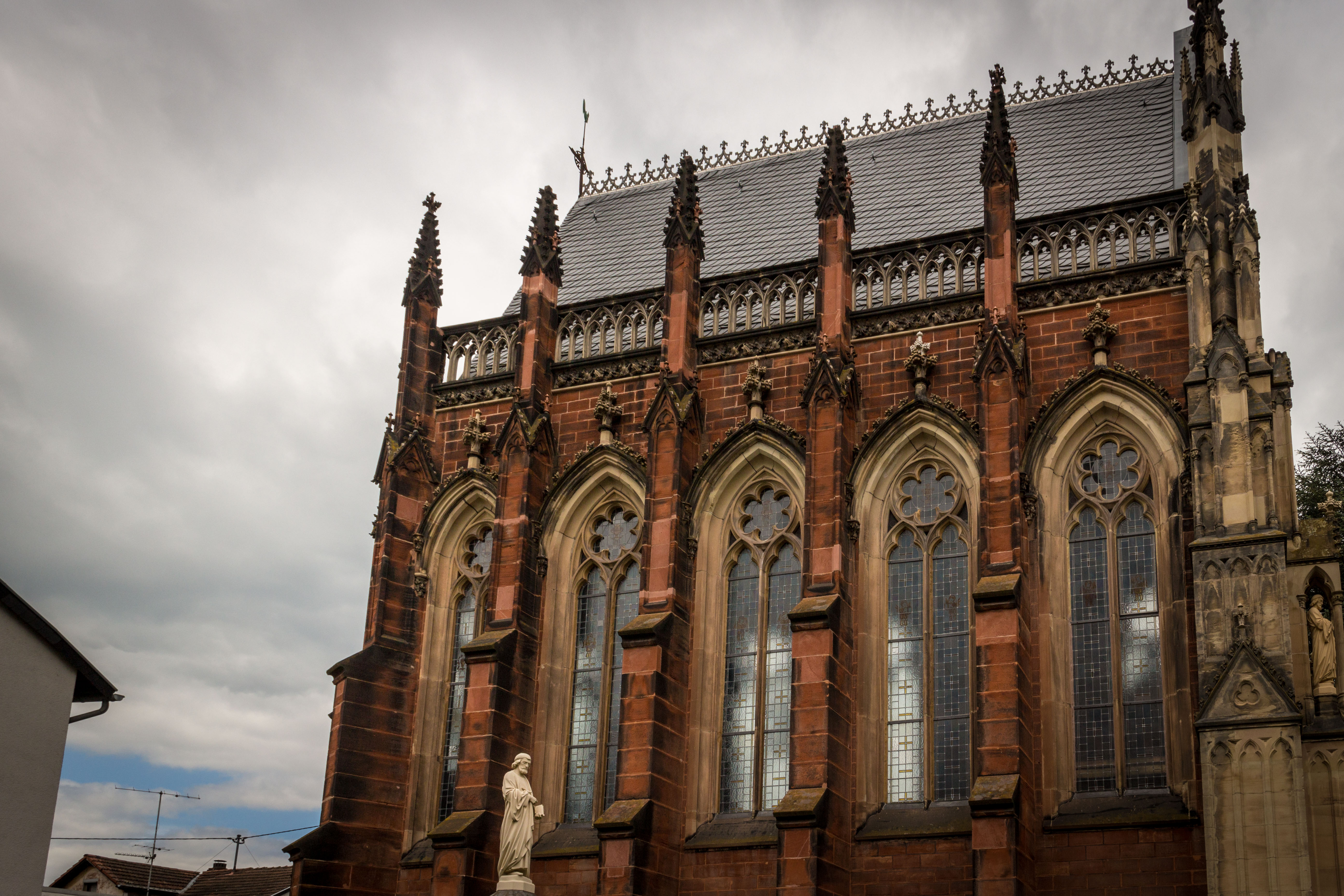
Kapelle St. Joseph
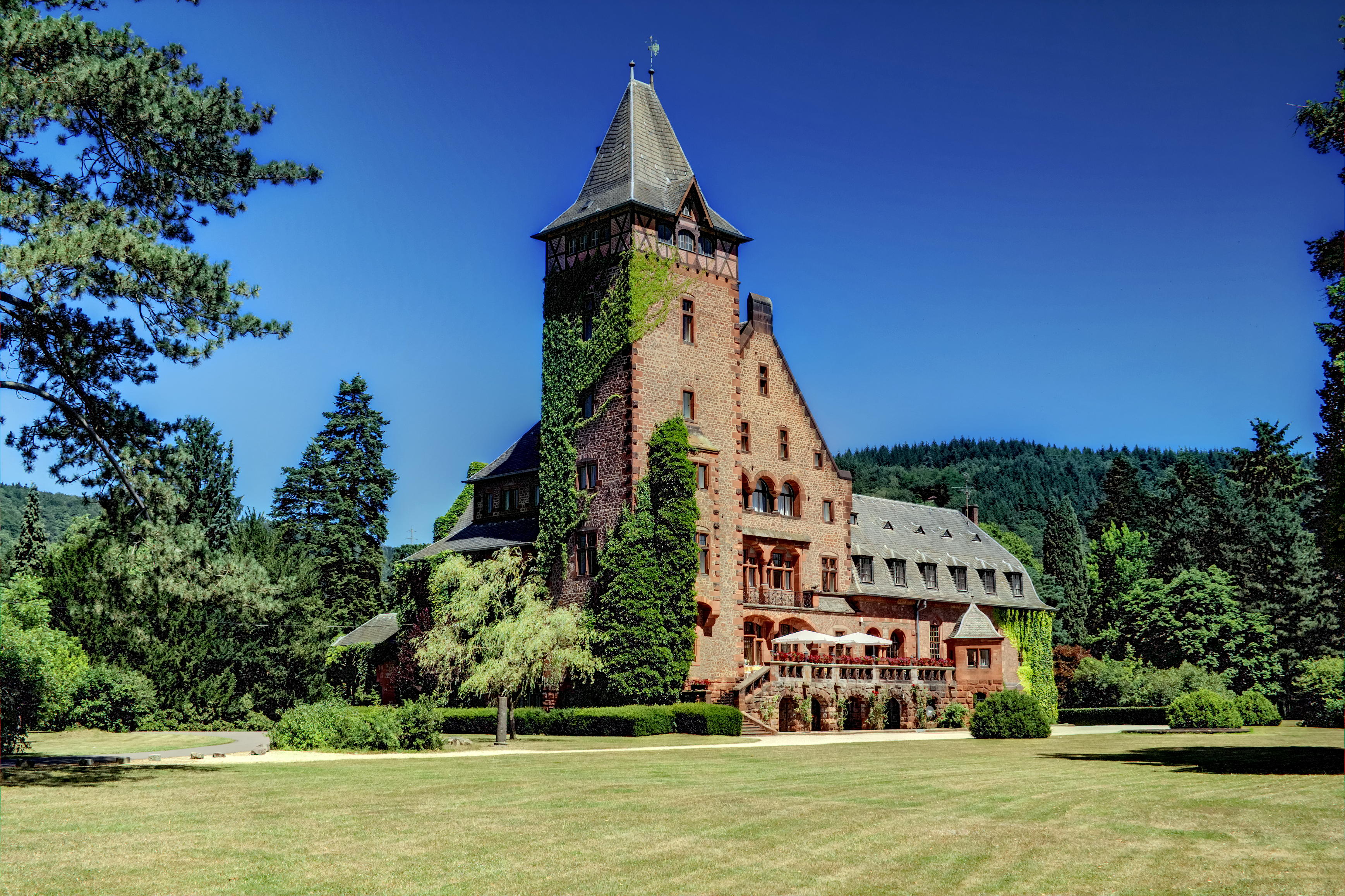
Schloss Saareck im Jahr 2006
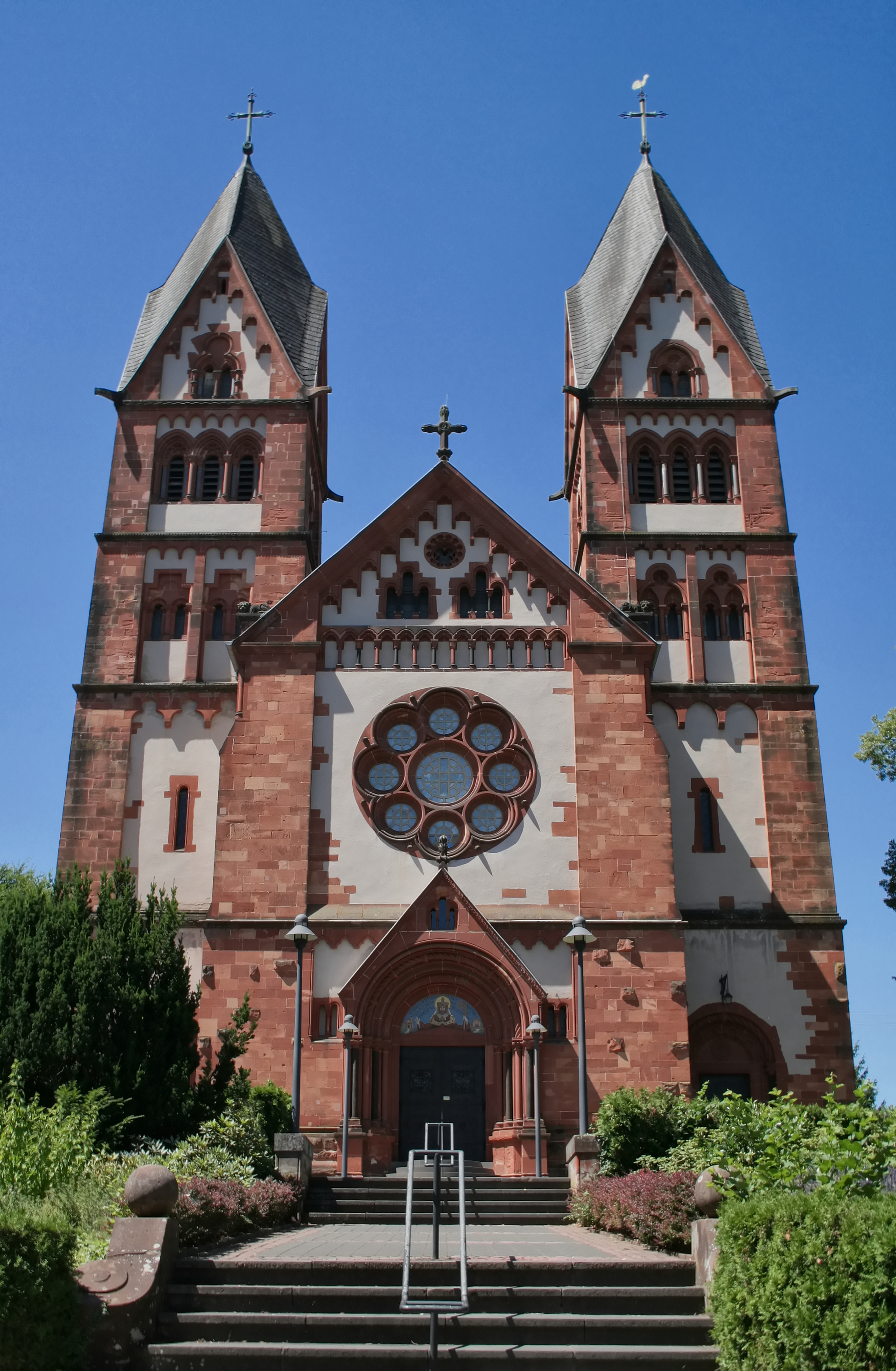
Die katholische Pfarr- und Wallfahrtskirche St. Lutwinus in Mettlach im Jahr 2006

Mettlach in der Bildenden Kunst
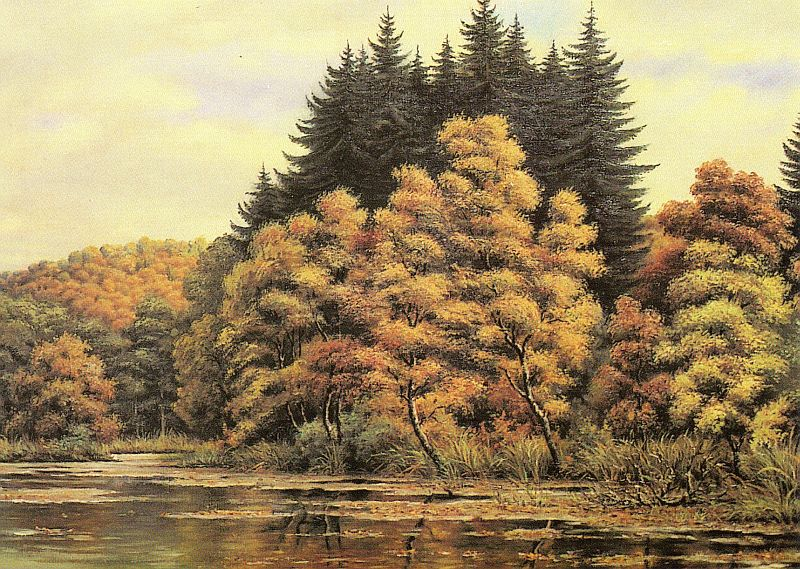
Wilhelm Gattinger: Mauritiusweiher (1927)
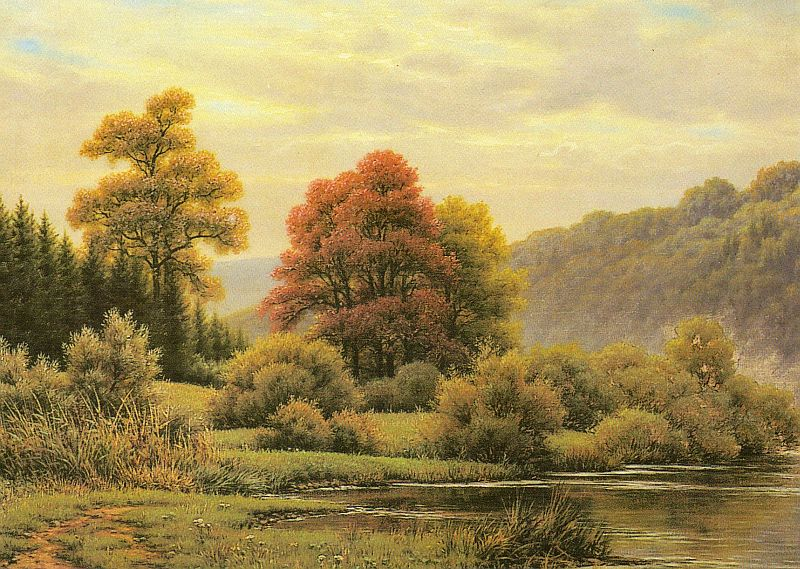
Wilhelm Gattinger: Blick aus der Alten Abtei in den Saareckpark (1925)